# کاهوکو، یاماگاتا
کاهوکو، یاماگاتا (به لاتین: Kahoku, Yamagata) یک منطقهٔ مسکونی در ژاپن است که در Nishimurayama District واقع شده‌است. کاهوکو ۵۲٫۳۸ کیلومترمربع مساحت و ۱۹٬۳۰۳ نفر جمعیت دارد.